# Gérard Daucourt
Pour les articles homonymes, voir Daucourt.
Gérard Daucourt, né le 29 avril 1941 à Delémont (Suisse), est un évêque catholique franco-suisse, successivement évêque de Troyes, évêque d'Orléans et évêque de Nanterre. Il est évêque émérite depuis 2013.

## Biographie

### Formation
Gérard Daucourt a suivi sa formation de philosophie et de théologie à Besançon avant de la compléter à l'Institut catholique de Paris, en se spécialisant dans le domaine de l'œcuménisme.

### Principaux ministères
Ordonné prêtre à l'âge de 25 ans, le 26 juin 1966, pour le diocèse de Besançon, il a commencé son ministère presbytéral pendant cinq ans comme vicaire à Montbéliard. Il est ensuite devenu supérieur du foyer-séminaire de Besançon en 1971, puis supérieur du séminaire interdiocésain de 2e et 3e cycle de Besançon en 1977, cumulant cette responsabilité avec celle de délégué diocésain à l'œcuménisme.
C'est alors qu'il est appelé à la Curie romaine de 1984 à 1991, comme délégué de la section orientale au Conseil pontifical pour la promotion de l'unité des chrétiens. Il garde cependant des activités pastorales, en particulier auprès de personnes handicapées.
Nommé évêque coadjuteur du diocèse de Troyes le 1er février 1991, il est consacré le 14 avril 1991. Il succède à André Fauchet comme évêque diocésain le 4 avril 1992, il est nommé par le pape Jean-Paul II en décembre 1992 membre du conseil pontifical pour l'unité des chrétiens.
Il est élu président de la commission épiscopale sur l'unité des chrétiens de la conférence des évêques de France en 1993.
Gérard Daucourt a contribué au rayonnement de Maison d'Église Notre-Dame de Pentecôte à la Défense, dans la continuité de son prédécesseur François Favreau qui a initié et consacré ce projet qui a vocation à être, selon son expression, un laboratoire pour l'évangélisation de la société laïque et sécularisée en France.
Il est ensuite nommé évêque d'Orléans le 2 juillet 1998, puis évêque de Nanterre le 18 juin 2002.
Au sein de la Conférence des évêques de France, il a été membre de la Commission pour les ministères ordonnés. Depuis 2007, il est membre de la Commission de la Mission de France.
Pour le Saint-Siège, il est toujours membre du Conseil pontifical pour la promotion de l'unité des chrétiens. Il est aussi membre du Comité de coordination de la Commission internationale de dialogue entre l'Église catholique et les Églises orthodoxes dans leur ensemble.
Par ailleurs, il est évêque accompagnateur de la Fédération internationale des Communautés de l'Arche (de Jean Vanier).
Le 14 novembre 2013, le pape François accepte sa démission pour raisons de santé. Il reste administrateur apostolique du diocèse jusqu'à la nomination et la prise de fonction de son successeur.

## Prises de position

### Violences urbaines de 2005
Le 10 novembre 2005, alors que d'importantes violences urbaines secouent les banlieues françaises, Gérard Daucourt condamne la violence dans un communiqué où il affirme qu'il ne faut pas faire une lecture religieuse de ces événements tragiques.

### Frère Roger de Taizé
En réponse à un article du Monde du 6 mai 2006, qui en s'appuyant en particulier sur le fait qu'il ait reçu la communion à Rome lors des obsèques de Jean-Paul II, parlait d'une conversion cachée au catholicisme de frère Roger, fondateur de la Communauté de Taizé, Gérard Daucourt a opposé un démenti formel le 7 septembre 2006. Il y parle de « communion de foi que frère Roger vivait avec l'Église catholique » et non de « pleine communion dans l'Église catholique ».

### Dialogue avec les Églises orthodoxes
Le dialogue avec les Églises orthodoxes est l'un de ses plus importants engagements. Il est ainsi considéré comme un ami par beaucoup de dignitaires de cette confession chrétienne.
Le 13 avril 2004, à l'occasion du 800e anniversaire de la prise de Constantinople par les croisés, le cardinal Philippe Barbarin et Gérard Daucourt ont posé un geste de pardon et de fraternité envers les Églises orthodoxes.

### Un évêque «pasteur»
Malgré sa charge d'évêque d'un des plus gros diocèses de France, il cherche à rester un pasteur, proche des plus faibles ou des personnes handicapées, d'où son engagement auprès de la Communauté de l'Arche.

### Élection présidentielle de 2007
Il appelle les chrétiens à voter lors de l'élection même si aucun programme ne coïncide parfaitement avec l'Évangile. En effet, selon lui, s'abstenir est un péché.

### Affaire d'excommunications au Brésil
Gérard Daucourt est l'auteur en 2009 d'une lettre ouverte à Jose Cardoso Sobrhinho, archevêque de Recife dans laquelle il critique l'attitude du prélat qui avait excommunié la mère d’une fillette de 9 ans enceinte après avoir été violée par son beau-père.

## Ouvrages
- Le nouveau printemps de la foi en Russie avec Irène Semenoff et Nikita Struve (ru), Saint-Paul éditions, 2000.
- Les sources et les grands larges, Parole et Silence, 2003.
- Chemins vers l'unité : La communion dans l'Église, Parole et Silence, 2005.
- Dieu, chemin vers l'homme ; l'homme chemin vers Dieu, Parole et Silence, 2006.
- La miséricorde pour tous... sauf pour les prêtres ?, Éditions du Cerf, 2015.
- Prêtres en morceaux, Éditions du Cerf, 2022.